# Коуну Коала Парк
Коуну Коала Парк (англ. Cohunu Koala Park) — заповедник в Западной Австралии в нескольких десятках километров от города Перта, расположен на 14 гектарах кустарниковых зарослей. Открыт в 1982 году с популяцией из 4 коал из Южной Австралии, по данным с сайта заповедника текущая численность популяции насчитывает 25 особей и ежегодно увеличивается примерно на 4 коалы. Парк принимает туристические и школьные группы, даёт возможность туристам фотографироваться с коалами и держать их на руках.